# Axel Hilpert
Axel Hilpert (* 12. Oktober 1947 in Nordhausen; † 9. August 2018 in Berlin-Hakenfelde) war ein deutscher Immobilienhändler. Er war inoffizieller Mitarbeiter der DDR-Staatssicherheit. Wegen Subventionsbetrugs und Steuerhinterziehung wurde er 2017 zu einer Freiheitsstrafe von drei Jahren und neun Monaten verurteilt.

## Leben

### Stasi-Mitarbeiter und Schlüsselfigur bei Waffengeschäften mit Kuba
In der DDR war er Antiquitäten-Chefeinkäufer im  Bereich für Kommerzielle Koordinierung (KoKo). Außerdem stand er als Inoffizieller Mitarbeiter (IM) „Monika“ im Dienst der Stasi-Hauptabteilung II/1 (Spionageabwehr), die für die Überwachung eigener Mitarbeiter zuständig zeichnete. Wegen des Verdachts unerlaubter Vorteilsnahme in Form von „Vermittlungsgebühren“ oder „Taxgebühren“ im Rahmen sogenannter Autotauschgeschäfte (Antiquitätenabgabe von DDR-Bürgern im Tausch gegen ein neuwertiges Fahrzeug) nahm 1984/85 die Stasi-Hauptabteilung VII/13 („Abwehr“ innerhalb des Ministeriums des Inneren/MdI sowie in der DVP) gegen Hilpert Ermittlungen wegen Korruption auf. Trotz eindeutiger Beweise (Hilpert soll unerlaubte Provisionen in Höhe von bis zu 100.000 DDR-Mark kassiert haben) wurde das Verfahren auf Intervention von Hilperts eigener Abteilung, der Spionageabwehr, Ende 1985 eingestellt.
Hilpert war nach 2007 veröffentlichten Recherchen des RBB die Schlüsselfigur einer DDR-Kuba-Connection. In Würdigung seiner Rolle bei Waffengeschäften zwischen der DDR und Kuba soll ihm das kubanische Innenministerium ehrenhalber den Rang eines Obersts verliehen haben, heißt es in Akten des MfS. Hilperts Anwältin dementierte dies 2012.
1990 bezeugte er vor der Polizei eine Fälschungsallianz zwischen der KoKo und Kuba. Kuba habe Nachdrucke historischer Briefmarken produziert, für die anschließend die KoKo wiederum gefälschte Echtheitszertifikate geliefert habe. Die Marken seien für den Verkauf über ein West-Berliner Auktionshaus bestimmt gewesen, um der DDR wertvolle Devisen zu beschaffen. Vor dem KoKo-Untersuchungsausschuss widerrief Hilpert seine Angaben.

### Verurteilung wegen Subventionsbetrugs
Seit der friedlichen Revolution 1989 in der DDR betätigte sich Hilpert als Immobilienhändler; seine Firma „Kontor für Brandenburgische Liegenschaften“ war in Potsdam ansässig. In diesem Zusammenhang war er Anfang der 1990er Jahre in ein Grundstücksgeschäft mit dem damaligen Brandenburger Bauminister Jochen Wolf verwickelt, was zu Wolfs Rücktritt wegen Vorteilsnahme im Amt führte.

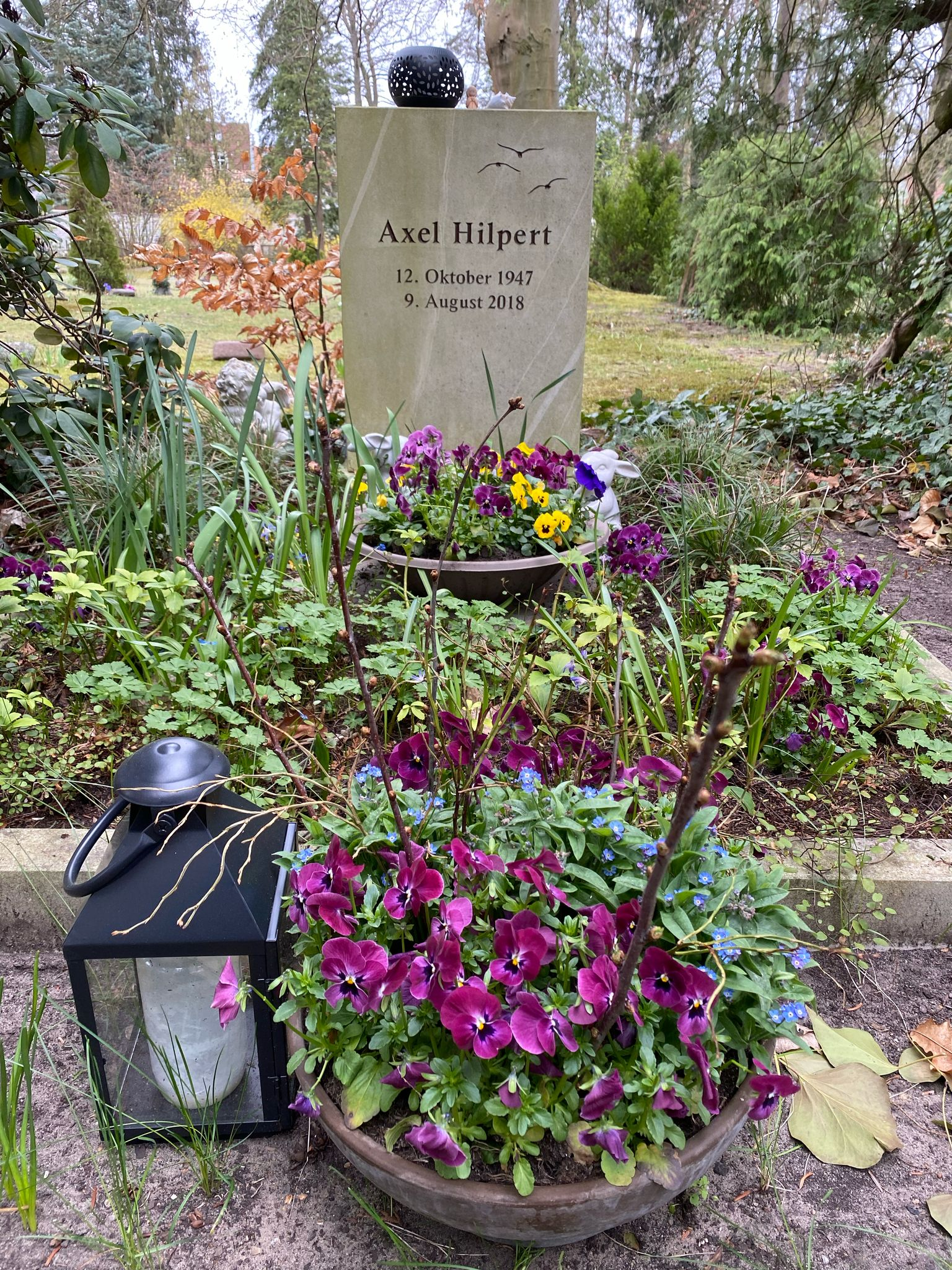
Grabstätte auf dem Friedhof Goethestraße in Babelsberg

Mit dem Medienmanager Hans-Hermann Tiedje eröffnete er 2005 ein luxuriöses Gästeresort am Schwielowsee. Die Ferienanlage beherbergte im Vorfeld des G8-Gipfels in Heiligendamm 2007 die Arbeitsgruppe der G8-Finanzminister.
Am 9. Juni 2011 wurde Hilpert verhaftet wegen des Verdachts auf Subventionsbetrug in Bezug auf staatliche Fördergelder für das Resort Schwielowsee. Nach 24 Prozesstagen wurde er am 13. Juni 2012 zu einer Haftstrafe von fünf Jahren und acht Monaten verurteilt. Der Haftantritt wurde aus gesundheitlichen Gründen gegen Zahlung einer Kaution in Höhe von 500.000 Euro und die Abgabe von Reisepass und Personalausweis ausgesetzt. Im Februar 2017 erfolgte in zweiter Instanz die Verurteilung zu einer Freiheitsstrafe von drei Jahren und neun Monaten, die Revision dagegen wurde vom Bundesgerichtshof zurückgewiesen. Im März 2018 wurde Hilpert dazu verurteilt, eine Forderung der Investitionsbank des Landes Brandenburg in Höhe von 3,278 Millionen Euro zu begleichen. Am 2. Juli 2018 trat Hilpert seine Haftstrafe in der JVA Berlin-Hakenfelde an, wo er rund einen Monat später tot aufgefunden wurde.
Seine letzte Ruhestätte erhielt Axel Hilpert auf dem Friedhof Goethestraße in Babelsberg.

### Wiederbeschaffer geraubter Kunstgegenstände
Bekannt wurde seine Mitwirkung bei der Wiederbeschaffung des 1996 aus dem Potsdamer Schloss Charlottenhof gestohlenen Ölgemäldes „Ansicht eines Hafens“ von Caspar David Friedrich sowie eines wertvollen Mosaiks des Bernsteinzimmers 1997.